# Uhřice, Vyškov
Uhřice là một làng thuộc huyện Vyškov, vùng Jihomoravský, Cộng hòa Séc.